# Сруб (Ивано-Франковская область)
Сруб (укр. Зруб) — село в Букачёвской поселковой общине Ивано-Франковского района Ивано-Франковской области Украины.
Население по переписи 2001 года составляло 50 человек. Занимает площадь 2,632 км². Почтовый индекс — 77063. Телефонный код — 03435.